# Bahrain Air
Bahrain Air B.S.C(C) (arabisch طيران البحرين, DMG Ṭayarān al-Baḥrain) war neben Gulf Air die zweite nationale Fluggesellschaft des Königreiches Bahrain mit Sitz in Manama und Basis auf dem Flughafen Bahrain.

## Geschichte
Die Gesellschaft wurde am 2. Juli 2007 gegründet und begann ihren Flugbetrieb am 1. Februar 2008 mit einem Angebot von sieben Zielen. Sie definierte sich selbst als Premiumversion einer Billigfluggesellschaft und bot sowohl eine Premium-Economy-Klasse als auch eine herkömmliche Economy-Klasse an Bord ihrer Flugzeuge an. Bahrain Air war eine nicht an der Börse notierte Aktiengesellschaft mit sechs Teilhabern aus Bahrain und fünf aus Saudi-Arabien.
Am 12. Februar 2013 gab Bahrain Air die Einstellung des Flugbetriebs und ihre Liquidation aus wirtschaftlichen Gründen bekannt.

## Flugziele
Ägypten
- Alexandria El Nouzha / Alexandria Burg al-ʿArab

 Indien
- Kochi

 Bangladesch
- Dhaka

 Syrien
- Aleppo
- Damaskus

 Jordanien
- Amman

 Libanon
- Beirut

 Katar
- Doha

 Vereinigte Arabische Emirate
- Dubai

 Saudi-Arabien
- Dschidda

 Kuwait
- Kuwait-Stadt

 Iran
- Maschhad

 Türkei
- Istanbul-Atatürk

## Flotte
Mit Stand September 2012 bestand die Flotte der Bahrain Air aus vier Flugzeugen:
- 2 Airbus A319-100
- 2 Airbus A320-200